# Еник, Леонид Шамелович
Леонид Шамелович Еник (2 июня 1960, Мгудзырхва, Абхазская ССР) — абхазский художник; с 2001 по 2004 годы — министр культуры в правительстве Республики Абхазия; член Союза художников Абхазии (1994).

## Биография
Родился 2 июня 1960 г. в с. Мгудзырхуа, в Гудаутском районе.
С 1975 по 1979 году обучался в Сухумском художественном училище, а по его окончании с 1979 по 1982 году работал художником-оформителем в Абхазском государственном музее.
В 1988 году окончил факультет реставрации станковой живописи Тбилисской государственной академии художеств.
С 1988 по 1992 годы преподавал живопись в Сухумском художественном училище, а с 1994 по 2002 годы был директором Государственной национальной картинной галереи. С 1994 года член Союза художников Республики Абхазия.
С 2002 по 2004 годы работал в должности министра культуры Республики Абхазия.

## Творчество
Принимал участие в выставках Союза художников Абхазии и за рубежом: в Турции, Италии. Выставлялся в республиках Северного Кавказа.
Работы находятся в Государственной национальной картинной галерее Республики Абхазия, в частных коллекциях Киева, Москвы, Санкт-Петербурга, Голландии, Германии.

## Семья
Женат, имеет сына.